# Hylaeus maculatus
Hylaeus maculatus är en biart som först beskrevs av Johann Dietrich Alfken 1904.  Hylaeus maculatus ingår i släktet citronbin, och familjen korttungebin. Inga underarter finns listade i Catalogue of Life.